# Almbornia azaniensis
Almbornia azaniensis är en lavart som beskrevs av Brusse. Almbornia azaniensis ingår i släktet Almbornia och familjen Parmeliaceae.   Inga underarter finns listade i Catalogue of Life.